# Jubé de l'église Notre-Dame de Lamballe
Le jubé de la Collégiale Notre-Dame à Lamballe, une commune du département des Côtes-d'Armor dans la région Bretagne en France, est un jubé en bois datant du XVIe siècle. Il est classé monument historique au titre d'objet depuis le 2 août 1948. 

## Description

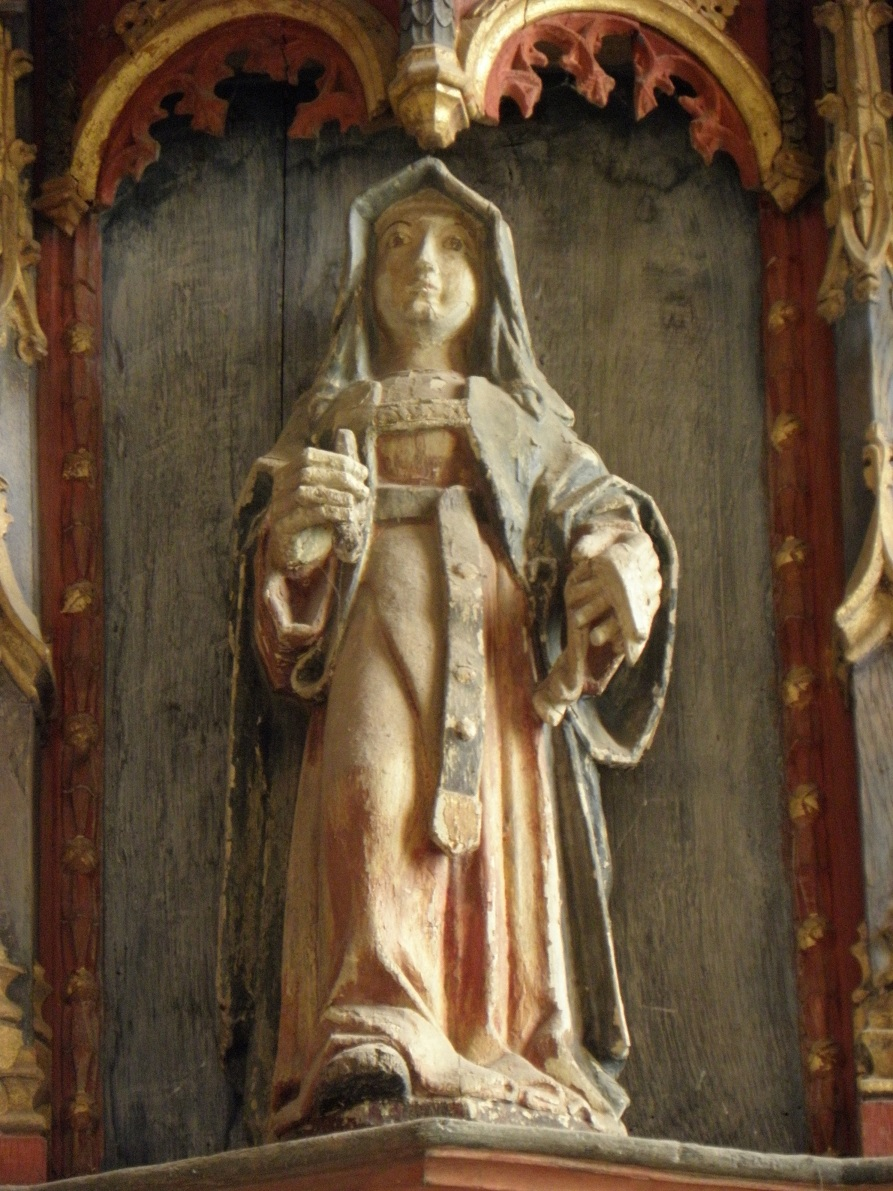
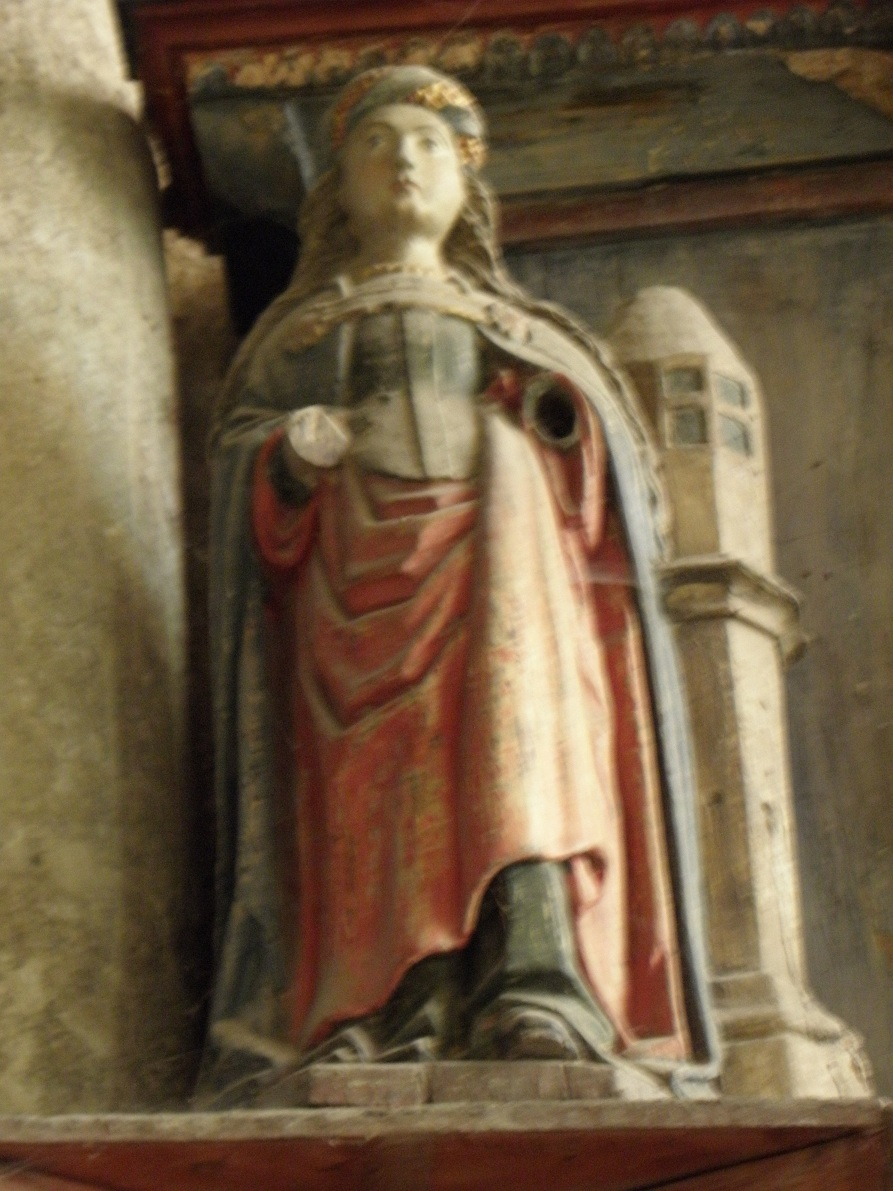
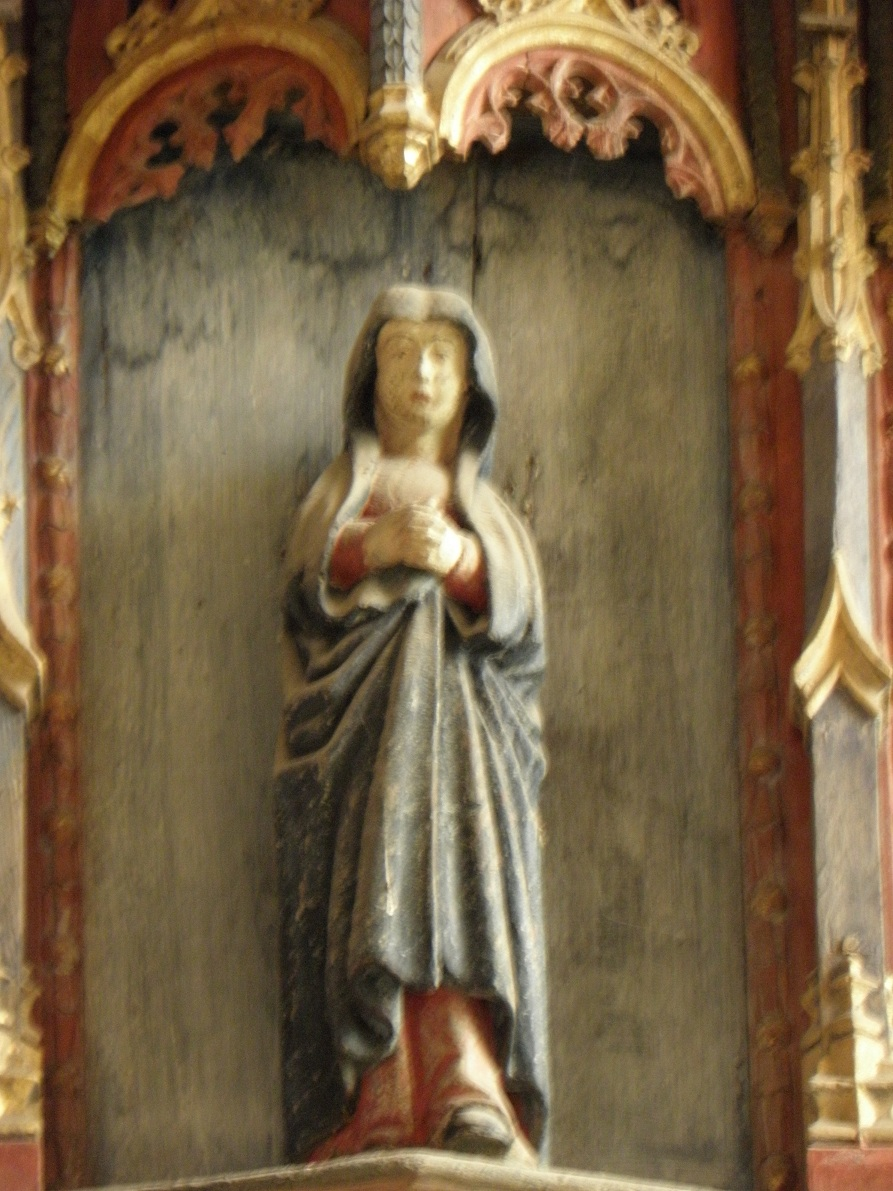

La tradition voudrait que le jubé ait été offert à la chapelle castrale Notre-Dame par Marguerite de Clisson, épouse de Jean Ier de Châtillon, comte de Penthièvre. À l'origine, le jubé fermait le chœur surmonté d'un crucifix et d'un étage dit « de l'Impériale », d'où l'on faisait des lectures. 
En mauvais état, il est démonté en 1723 et les parties saines placées dans ce bas-côté.    

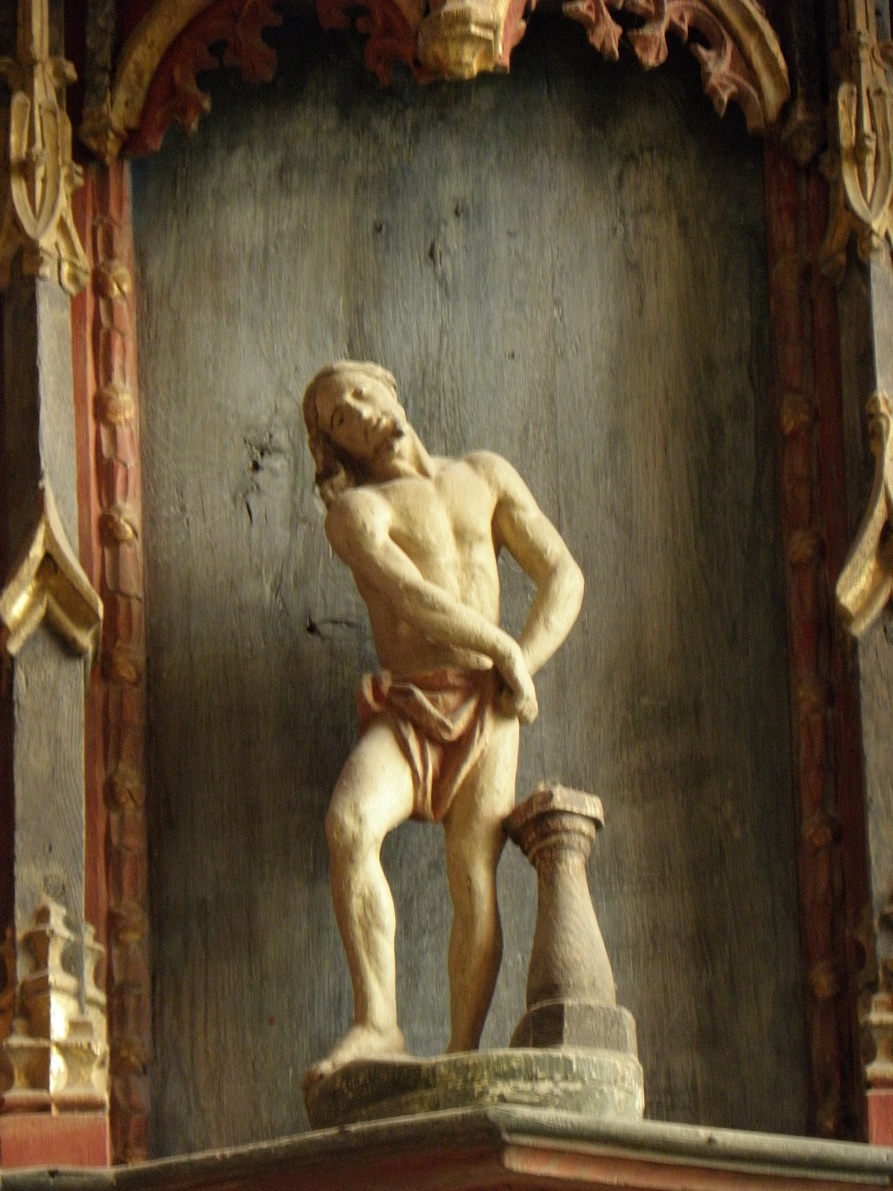
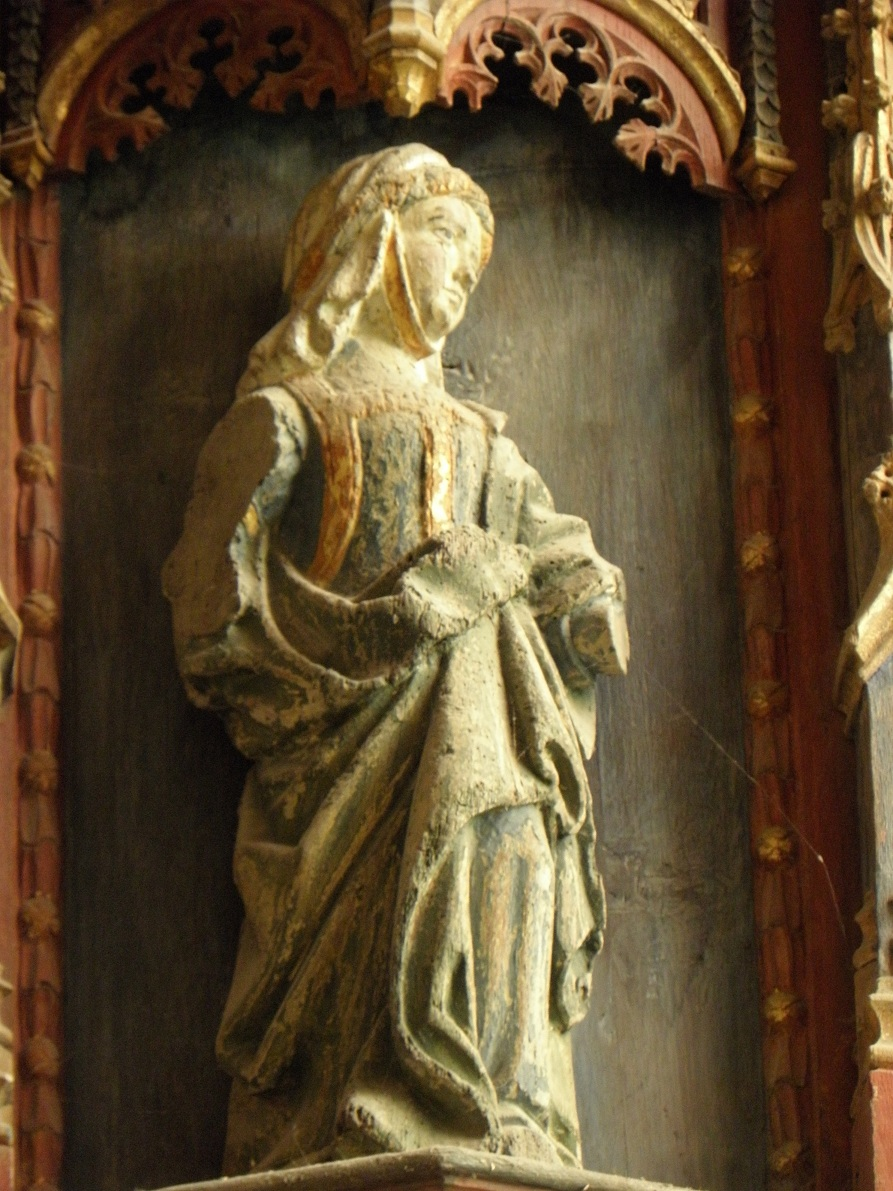
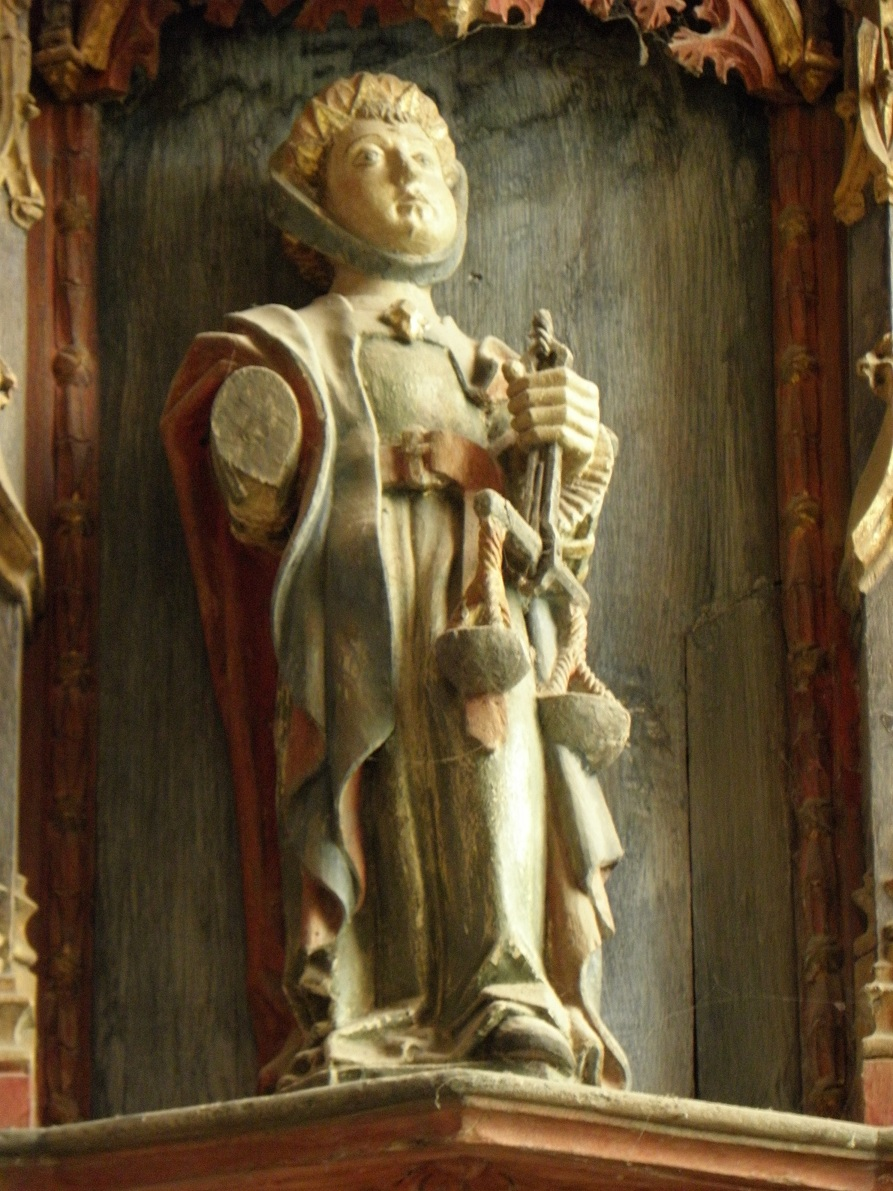